# ダーク・サイド・オブ・ザ・レインボー
ダーク・サイド・オブ・ザ・レインボー（Dark Side of the Rainbow、別名：Dark Side of Oz、The Wizard of Floyd）とは、ピンク・フロイドの1973年のアルバム『狂気』（きょうき、The Dark Side of the Moon）と、1939年の映画『オズの魔法使』（おずのまほうつかい、The Wizard of Oz）の映像の組合せのことである。

## 歴史
1995年8月、アメリカ・インディアナ州のフォートウェイン・ジャーナル・ガゼット紙は、Usenetの「alt.music.pink-floyd」というディスカッショングループを引用し、主流メディアとしては初めてこの「シンクロニシティ」に関する記事を発表した 。発表後間もなく、数名のファンはウェブサイトを立ち上げ、シンクロニシティの体験を喧伝し、シンクロする瞬間の総合的なカタログを作ろうとした。第二のブームは1997年4月に起こった。ボストンのラジオDJであるジョージ・テイラー・モリスが放送中に「ダークサイド・オブ・ザ・レインボー」について論じたことがきっかけとなり、さらなる主流メディアとMTVニュースが報道することになった。
2000年7月、ターナー・クラシック・ムービーズは、代替サウンドトラックとして『狂気』を使用したバージョンの『オズの魔法使』を放映した 。映画の権利は1986年よりターナー・エンターテインメント社が所有している。

## シンクロニシティ
『狂気』の音声を映画にシンクロさせるために、アルバムの再生をスタートするタイミングについては様々なアプローチが存在する。そのいくつかは、MGMのライオンをアルバムのスタートのキューとしている。そのほとんどは3回目に吼えるタイミングをキューとしているが、1回目、また2回目をキューとするのを好む者もいる。また、ライオンが吼えた直後にアルバムをスタートするのではなく、ライオンがフェードアウトして暗転し、映画そのものが始まるタイミングをキューとすることを勧める者もいる。推奨される視聴方法は、映画の音量を下げ、会話や筋を追うために字幕を表示させることである。
アルバムジャケットの象徴的なプリズムの分光は、白黒のカンザスのシーンから、テクニカラーのオズのシーンへの移行を示しているとされている。さらなる例では、映画が開始してまもなく起こる竜巻が、「虚空のスキャット（The Great Gig in the Sky）」における絶叫のセクションと合っていたりするように、音楽が映画のドラマチックな瞬間に合わせて変化する。また、かかしが「狂人は心に（Brain Damage）」に合わせてダンスをする、といった主題的な整合性がある。このような相乗効果は、シンクロニシティ（心理学者のカール・ユングによって定義された、「偶然の事象が関連しているように見えるが、従来通りの因果関係のメカニズムでは説明がつかない」現象）の例とされている。
批判的な者は、この現象は適合しないデータの廃棄による混乱の中にパターンを見出そうとする知覚の傾向によるものであると論じている。心理学者はこの性質をアポフェニア、または確証バイアスと呼んでいる。この理論によると、ダーク・サイド・オブ・ザ・レインボーの愛好家は、映画とアルバムがシンクロしていない部分の方がはるかに多いが、それらを無視してシンクロする瞬間に焦点を当てていることになる。

## 偶然か故意か
ピンク・フロイドのメンバーたちは、この有名な現象は偶然であると繰り返し述べている。『狂気』のリリース25周年のインタビューにおいて、ギター/ボーカルのデヴィッド・ギルモアは「どこかの暇人が『オズの魔法使』と『狂気』を結びつけることを思いついたんだ」と語り、このアルバムが意図的に映画とシンクロするように作られたことを否定した。2002年のMTVのピンク・フロイド特集では、バンドが『狂気』のレコーディングをしていた当時はスタジオで『オズの魔法使』を再生する方法が無かったと語り、『狂気』と『オズの魔法使』の関連性を否定した。

『狂気』のエンジニアのアラン・パーソンズは、2003年にこの"現象"を否定した。
私にそのことを教えてくれたのは、アメリカのラジオDJだった。何の役にも立たない完全なでたらめだよ。私は2年ほど前に初めて試してみた。フィアンセの子供の一人が例のビデオのコピーを持っていたので、それは一体どういった内容なのかを確認しなければと思った。ひどくがっかりしたよ。唯一気付いたことは、「生命の息吹き（Breathe）」の歌詞の"balanced on the biggest wave"の部分が、ちょうどドロシーが柵の上を綱渡りのように歩く時に出てくることだ。オーディオのプロなら誰でも指摘することは、映像と音楽がずれている部分が膨大にあるということだ。アルバムが終わるまでには、20秒くらいずれる部分もある。とにかく、テレビの音量を下げて適当なレコードをかければ、何かしらシンクロする部分を見つけることができるだろう。
ピンク・フロイドのドラマー、ニック・メイスンは1997年にMTVでこう語っている。「まったくばかげている。『オズの魔法使』とは何の関係も無い。すべての基となっているのは『サウンド・オブ・ミュージック』だ」

## 技術的考察
映画評論家のリチャード・ローパーは、彼が「Dark Side of Oz」と呼ぶこの現象について評価を発表した。ローパーは、バンドは映画の代替サウンドトラックをプロデュースするためのリソースと技術的なノウハウを有していたかも知れないが、そのようなことをする努力は極めて非現実的である、と結論付けている。また、約43分の『狂気』は101分の『オズの魔法使』に比べて短かすぎるという技術的な問題があるとも記している。
ニック・メイスンは『Inside Out: A Personal History of Pink Floyd』という本の中で、『狂気』のレコーディングを始めた頃にはバンドが映画のサウンドトラックを作ることに熟達していたこと、また、アルバムのレコーディングを中断することさえあったので、さらに別の映画のスコアを書くことができたことを述べている。彼は映画のサウンドトラックである『雲の影』（1972年）のレコーディングについて書くことで、ピンク・フロイドが映画のスコアを書く際に用いた技術的なプロセスを説明している。
『モア』の成功の後、私たちはバーベット・シュローダー監督のために別のサウンドトラックを作ることに同意した。彼の新しい映画は『La Vallée』というタイトルで、私たちは音楽を録音するために2月の最終週の間、フランス中を旅して回った。映画のラフカットに従い、特定のキューのためにストップウォッチを使用し、最終バージョンに合わせるためにクロスフェードさせる連結部分を作るという、『モア』に用いたのと同じ手法を採ってレコーディングを行った。レコーディングのスケジュールは極めて限られていた。サウンドトラックの録音には2週間しかなく、それをアルバムとして完成させるにはわずかな時間しかなかった。

## バリエーション
ダーク・サイド・オブ・ザ・レインボーが有名になると、様々な映画とアルバムの間のシンクロニシティの探求が行われた。ピンク・フロイドの1971年のアルバム『おせっかい』に収録されている長尺の曲「エコーズ」は、1968年の映画『2001年宇宙の旅』の第4幕「木星 そして無限の宇宙の彼方へ」と組み合わされる。このシンクロは主に形式的または構造的なもので、歌詞の内容に基づいているものではない。トラックと映画のシーケンスはどちらも約23分である。
コメディアンのMatt Herzauは、ピクサー映画の『ウォーリー』はピンク・フロイドのロックオペラ『ザ・ウォール』とシンクロすると主張しており、アルバムの3曲目である「アナザー・ブリック・イン・ザ・ウォール」にちなんで、彼はこれを「アナザー・ブリック・イン・ザ・ウォーリー」と呼んでいる。『ザ・ウォール』とのシンクロで有名なものとして、1951年のディズニーのアニメーション映画『ふしぎの国のアリス』が挙げられる。『ふしぎの国のアリス』の関連では、ピンク・フロイドが関係する同映画とシンクロするアルバムとして、シド・バレットのソロ・アルバム『帽子が笑う…不気味に』が挙げられる。さらに、ジェネシスの『眩惑のブロードウェイ』も同映画にシンクロするとされている。
カナダのダンス・ミュージック・アーティストであるRich Aucoinのセカンドアルバム『Ephemeral』（2014年9月に北米でリリース）は、短編小説『星の王子さま』を基にしており、『狂気』の歌詞と『オズの魔法使』のセリフに合わせて『星の王子さま』の1979年の短編クレイアニメーション映画にシンクロするように作られている。
フランスの前衛ジャズバンド、Ghost Rhythmsの3枚目のアルバム『Madeleine』は、アルフレッド・ヒッチコック監督の『めまい』にシンクロするように作られている。
2002年のディズニー映画『トレジャー・プラネット』は、マーズ・ヴォルタのデビュー・アルバム『ディラウズド・イン・ザ・コーマトリアム』のいくつかのテーマと歌詞が強調されるという珍しい形でシンクロすると言われている。
『ツイン・ピークス・シーズン3』の最後の2話の放送（2017年9月4日）の後、最後の2話（第17章と第18章）は同時に視聴して解釈されるように作られたという噂がソーシャル・メディアで拡がった。シーズン3のエグゼクティブ・プロデューサーのSabrina S. Sutherlandは、2017年9月10日のRedditのインタビューにおいて、「この2話はそのようにして観るものでは絶対にない」として即座に噂を否定したが、その後「もしかしたら私が気付いていない何かがあるのかもしれない。私にだって間違いはある！」と譲歩し、最終結論を持たずにある程度可能性を残している。
ポッドキャスターのGriffin McElroyは、ポッドキャスト番組「Til Death do us Blart」において、冗談半分で映画『Paul Blart: Mall Cop 2』を『狂気』に合わせて視聴したところ、テーマ的、リズム的、歌詞的にシンクロするところがいくつかあったと語った。McElroyはこの視聴を「宗教的体験」と評している。

## ポップカルチャー
TVゲーム版『オズの魔法使』についての『Angry Video Game Nerd』の2008年のエピソードは、意図的に『狂気』の最初の4曲にシンクロするように作られている。
2012年の映画『そんなガキなら捨てちゃえば?』では、主人公（ヴィクトリア・ジャスティス）が『狂気』を聴いた後、高校のハロウィーン・パーティーでドロシーの仮装をすることを決める。映画の中ではレコード盤のアルバムが一瞬映る。
2014年のDrum Corps InternationalにおけるColtsの演奏では、「Dark Side of the Rainbow」はドロシーが去った後のオズをかかしが支配する世界として描かれている。

## 関連事項
- アポフェニア
- パレイドリア
- シンクロニシティ